# زورق مدفعية

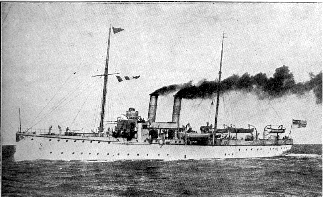
زورق المدفعية الألمانية إس.إم.إس بانثر

زورق المدفعية سفينة حربية مصممة لتحمل مدفعًا أو أكثر وذلك بهدف قصف الأهداف الساحلية، بعكس السفن الحربية الآخرى المصممة للاشتباكات البحرية، في الحرب العالمية الثانية كانت البحرية الملكية البريطانية تصنف زوارق المدفعية بزورق مطابق لزوارق الطوربيد لكن يحوي على مدافع آلية من عيارات أكبر لمهاجمة زوارق الطوربيد.